# Society of Christian Ethics
Die The Society of Christian Ethics (SCE) ist eine nicht konfessionsgebundene, akademische Gesellschaft, die die wissenschaftliche Arbeit in der christlichen Ethik und die Beziehung der christlichen Ethik zu anderen ethischen Traditionen fördert.
Die Non-Profit-Organisation wurde 1959 gegründet. Mitglied sind Fakultäten, Hochschullehrer und Studenten an Universitäten, Hochschulen und theologischen Schulen, hauptsächlich in den Vereinigten Staaten, Kanada und Europa.
Von der Society of Christian Ethics wird in jährlichem Turnus eine Konferenz organisiert mit der Society of Jewish Ethics und der Society for the Study of Muslim Ethics. Seit 1981 ist die SCE Herausgeber des Journal of the Society of Christian Ethics.